# Ogrodzona (przystanek kolejowy)
Ogrodzona – nieczynny wąskotorowy przystanek osobowy w Ogrodzonej, w gminie Daszyna, w powiecie łęczyckim, w województwie łódzkim, w Polsce. Został otwarty w 1910 razem z linią kolejową z Krośniewic do Koryt.